# 木村歩美
木村 歩美（きむら あゆみ、1965年 - ）は、日本の幼児教育家、元公立小学校教員。専門は保育環境論。

## 主な経歴
- 1965年 - 静岡県静岡市生まれ
- 1984年 - 静岡県立静岡東高等学校卒業
- 1993年 - 静岡大学大学院教育学研究科修了（幼児教育学）
- 1993年 - 静岡県公立学校教員として旧清水市内の小学校へ赴任
- 1997年 - ウェブサイト「おおぞら教育研究所」を開設
- 1998年 - 『清水の遺跡2』（共著＊清水市教育委員会）を企画し発刊
- 1999年 - 『三保半島いまとむかし』（共著＊清水市教育委員会）を企画し発刊
- 2000年 - 清水市教育論文奨励賞優良賞受賞
- 2001年 - 清水市教育論文奨励賞優良賞受賞
  - - 静岡県教育論文奨励賞優良賞受賞
  - - 旧清水市公立幼稚園に異動。
- 2002年 - シンポジウム「今の子育て 一体何が大事なの」を企画、司会を務める
- 2003年 - プロレスラー藤波辰爾と東京大学大学院教授汐見稔幸との対談を企画し司会を務める（参加者1,500人）
- 2004年 - こども環境学会理事に就任
  - - 『現代と保育』（ひとなる書房）、『保健の科学』（杏林書院）を執筆（いずれも部分）
- 2006年 - 静岡県青少年問題協議会委員（～2008年）
- 2007年 - こども環境学会横浜大会分科会企画と司会
- 2008年 - 『子どもの育ちと環境』（ひとなる書房）を編集・執筆
- 2009年 - こども環境学会・千葉大会分科会企画と司会
  - - 北海道の保育環境を考えるシンポジウム司会担当（札幌）
- 2010年 - 池袋・自由学園明日館にてシンポジウム「感性が育つ環境とは」を開催する。
  - - ハイライフ研究所の研究委託を受け、辰巳渚氏（家事塾主宰）と幼児のおかたづけ研究についての報告を行う。
  - - 和泉短期大学研究紀要において、論文『すべての園児が一緒に遊ぶことのできる園庭環境の創造』を発表する。
- 2012年 - 『これからの保育者のために』（萌文社）を執筆（共著・責任編集） ISBN 978-4894912243
  - - 『保育学を拓く』（萌文社）を編集・執筆（共著） ISBN 978-4894912427
- 2018年 - 『子どもが自ら育つ園庭整備: 挑戦も安心も大切にする保育へ』（ひとなる書房）を執筆（共著） ISBN 978-4894642546